# Kličín
Kličín je malá vesnice, část obce Čeradice v okrese Louny. Nachází se asi 3,5 km na jihozápad od Čeradic. V roce 2011 zde trvale žilo 8 obyvatel.
Kličín je také název katastrálního území o rozloze 1,94 km².

## Historie
První písemná zmínka pochází z roku 1436.

## Obyvatelstvo
Při sčítání lidu v roce 1921 zde žilo 149 obyvatel (z toho 78 mužů), z nichž bylo devět Čechoslováků, 138 Němců a dva cizinci. Všichni se hlásili k římskokatolické církvi. Podle sčítání lidu z roku 1930 měla vesnice 140 obyvatel: čtrnáct Čechoslováků a 126 Němců. Stále převažovali římští katolíci, ale žilo zde také pět evangelíků a pět příslušníků církve československé.
|                                                                        | 1869 | 1880 | 1890 | 1900 | 1910 | 1921 | 1930 | 1950 | 1961 | 1970 | 1980 | 1991 | 2001 | 2011 |
| ---------------------------------------------------------------------- | ---- | ---- | ---- | ---- | ---- | ---- | ---- | ---- | ---- | ---- | ---- | ---- | ---- | ---- |
| Obyvatelé                                                              | 139  | 151  | 136  | 149  | 139  | 149  | 140  | 48   | 43   | 26   | 8    | 2    | 6    | 8    |
| Domy                                                                   | 25   | 25   | 24   | 25   | 25   | 25   | 26   | 16   | .    | 6    | 2    | 11   | 11   | 11   |
| Počet domů z roku 1961 je zahrnut v celkovém počtu domů obce Čeradice. |      |      |      |      |      |      |      |      |      |      |      |      |      |      |

## Pamětihodnosti
- U vjezdu do vesnice stojí barokní kostel svatého Jana Nepomuckého z let 1734–1738.[8]

## Osobnosti
- Jan Václav Regner z Kličína (1691–1762) – duchovní